# 福島県道11号白河石川線
福島県道11号白河石川線（ふくしまけんどう11ごう しらかわいしかわせん）は、福島県白河市と石川郡石川町とを結ぶ県道（主要地方道）である

## 路線概要

### 路線データ
- 起点：白河市年貢町（国道294号交点）
- 終点：石川郡石川町新町（福島県道14号いわき石川線交点）
- 総延長：23.892km[要出典]
- 重用延長：1.168km[要出典]
- 実延長：22.724km[1][要出典]

## 歴史
- 1954年1月20日 - 建設省告示第16号が公布され、県道白河石川線の一部が主要地方道白河石川線に指定される。
- 1954年（昭和29年）11月11日 - 福島県によって現行の県道路線に認定される[2]。
- 1993年（平成5年）5月11日 - 建設省から、県道白河石川線が白河石川線として主要地方道に指定される[3]。

## 路線状況

### 旧称
- 御斎所街道

### 重複区間
- 国道118号（石川郡石川町猫啼 - 石川郡石川町当町）
- 福島県道40号飯野三春石川線（石川郡石川町当町 - 石川郡石川町新町）

### 道路施設
谷津田橋
- 全長：13.0m
- 幅員：7.6m
- 竣工：1934年[4]

谷津田橋歩道橋
- 全長：13.0m
- 幅員：2.6m
- 竣工：1961年

白河市結城、中田から藤沢、大南字中河原に至り、一級水系阿武隈川水系谷津田川を渡る。下り線側に人道橋が架設されている。河川名は「やんた川」であるが、橋名は「やつた橋」と名付けられている。
王子橋
白石橋
- 全長：50.0m
- 幅員：6.0m
- 竣工：1961年[5]

石川町字白石から字猫啼に至り、一級水系阿武隈川水系北須川を渡る。橋上は上下対向2車線で供用され歩道はなく、上流側に人道橋が設置されている。
宮橋
- 全長：39.0m
- 幅員：5.5m
- 竣工：1936年[4]

宮橋歩道橋
- 全長：39.0m
- 幅員：1.5m
- 竣工：1973年

石川町字下泉にて一級水系阿武隈川水系北須川を渡る。橋上は上下対向2車線で供用され、人道橋建設という形で拡幅され上下両側に歩道が設置されている。
今出橋
- 全長：13.0m
- 幅員：9.0m
- 竣工：1958年[5]

石川町字南町から字新町に至り、一級水系阿武隈川水系今出川を渡る。橋上は上下対向2車線で供用され、上り線側に歩道が設置されている。

## 地理

### 通過する自治体
- 白河市
- 西白河郡中島村
- 石川郡石川町

### 交差する道路
- 白河市内
  - 国道294号（白河市年貢町 起点）

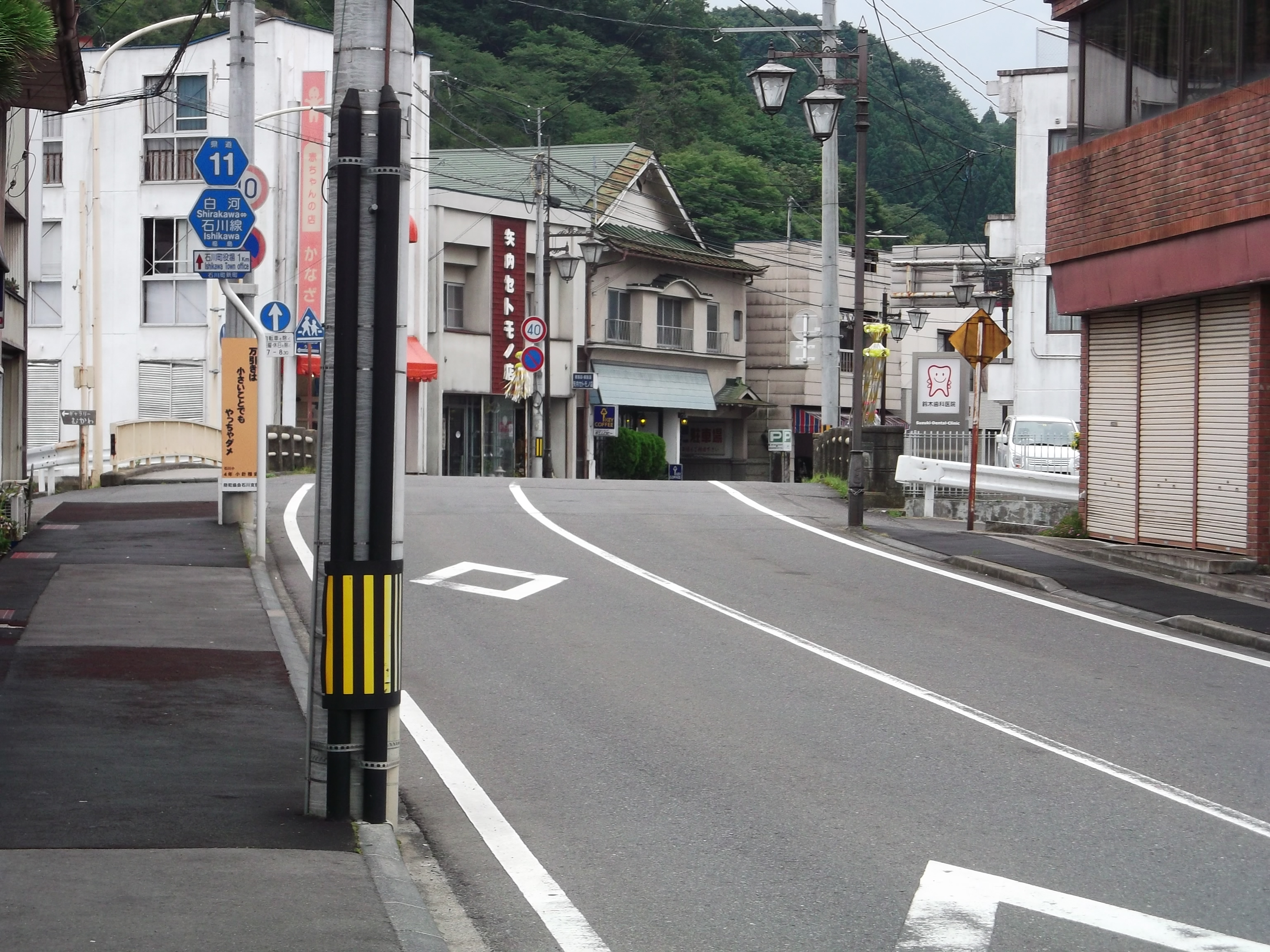
石川町内

  - 福島県道232号南湖公園線（白河市旭町2丁目）
  - 福島県道139号母畑白河線（白河市中田）
  - 福島県道279号高萩久田野停車場線（白河市板橋大塚）
  - 福島県道44号棚倉矢吹線（福島県道75号塙泉崎線重複）（白河市東深仁井田）
- 石川町内
  - 福島県道137号泉崎石川線（石川郡石川町沢井清水窪）
  - 福島県道106号石川矢吹線（石川郡石川町王子平）
  - 国道118号 水戸方面（石川郡石川町猫啼）
  - 国道118号 須賀川方面・福島県道40号飯野三春石川線（石川郡石川町当町、県道40号は終点まで重複）
  - 福島県道274号赤坂西野石川線（石川郡石川町下泉）
  - 福島県道14号いわき石川線・福島県道40号飯野三春石川線 三春方面（終点）

### 沿線にある施設など
- 白河市歴史民俗資料館
- 白河税務署
- 白河市産業プラザ 人材育成センター
- 五箇行政センター
- 白河市立五箇小学校
- 沢田郵便局
- 石川町立沢田小学校
- 福島県立石川支援学校（国道118号重複区間）
- 猫啼温泉（同上）
- JR水郡線 磐城石川駅
- 石川駅前郵便局
- 石川郵便局